# Citharexylum rimbachii
Espèce
Statut de conservation UICN

 VU B1+2c : Vulnérable
Citharexylum rimbachii est une espèce de plantes de la famille des Verbenaceae.

## Publication originale
- Phytologia 1: 443. 1940.